# Gut Boyneburgk
Das Gut Boyneburgk bei Wichmannshausen, einem Ortsteil der Stadt Sontra im nordhessischen Werra-Meißner-Kreis, ist ein ehemaliges Rittergut mit langer Geschichte. Es wird 1460 erstmals urkundlich erwähnt und ist seit dieser Zeit im Besitz der Familie von Boyneburg bzw. von Boyneburgk.

## Lage
Das Gut liegt 339 m ü. NN in der Gemarkung Wichmannshausen westlich unterhalb der Boyneburg am Fuß des waldreichen Bergs Boyneburg (513 m ü. NN), etwa 2 km ostsüdöstlich von Wichmannshausen. Rund 150 m weiter südlich liegt das Schloss Boyneburgk.
Zwischen Gutshof und Schloss entspringt der Bach „Datterpfeife“, der dort zunächst einen kleinen Teich speist, dann nach Westen fließt, den etwa 500 m nordöstlich des Gutshofs entspringenden „Hinterbach“ aufnimmt und nach etwa 3 km in Wichmannshausen ungefähr 300 m nördlich der Mündung der Ulfe ebenfalls in die Sontra mündet.

## Name
Das Gut (oder Vorwerk) war bis weit in das 20. Jahrhundert unter dem Namen Datterpfeife bekannt. Der Name wird als Bifang der Tattern gedeutet, wobei aus „Bifang“, der alten Bezeichnung für ein großes Weidegut, „Pfeife“ wurde und die Tattern eine Untergruppe eines wendischen Volksstammes gewesen sein sollen, der in der Gegend angesiedelt worden sei.

## Geschichte

Wappen derer von Boyneburgk, „Weiße Fahne“

Ab Mitte des 15. Jahrhunderts verließen die verschiedenen Zweige des Geschlechts derer von Boyneburg ihre Burgsitze auf der Boyneburg und zogen auf ihre im Tal gelegenen Besitzungen. Der Stamm „Boyneburgk-Stedtfeld“ wird bei der Ersterwähnung des Guts Datterpfeife im Jahre 1460, als sich die Boyneburger endgültig mit dem Landgrafen Ludwig II. von Hessen verglichen und die Boyneburg und die zu ihrem Herrschaftsgebiet gehörigen Dörfer als Afterlehen vom Landgrafen annahmen, als Lehnsinhaber des Guts genannt. Elf Jahre später wird der Stamm „Boyneburg-Hohenstein“ als Lehnsinhaber eines zweiten Hofs an der „Toderpieffe“ genannt. Nach H. Reimer besaß das Gut um 1600 neben dem Wohnhaus auch einen Turm, der auf einer Karte der Gerichte Boyneburg und Eschwege verzeichnet war.
Der Stamm „Wichmannshausen“ siedelte um auf sein Hofgut in Wichmannshausen. Da der Familienstamm Boyneburg-Honstein im Jahre 1792 und der Stamm Boyneburg-Bischhausen und Laudenbach im Jahre 1803 in der männlichen Linie erloschen, fiel deren Allodialbesitz an die allein weiterbestehende Linie Boyneburg-Stedtfeld und Wichmannshausen, die somit Alleinbesitzer nicht nur der inzwischen zur Ruine gewordenen Boyneburg, sondern auch des Guts Datterpfeife und der ausgedehnten Waldungen im Werragebiet wurde.

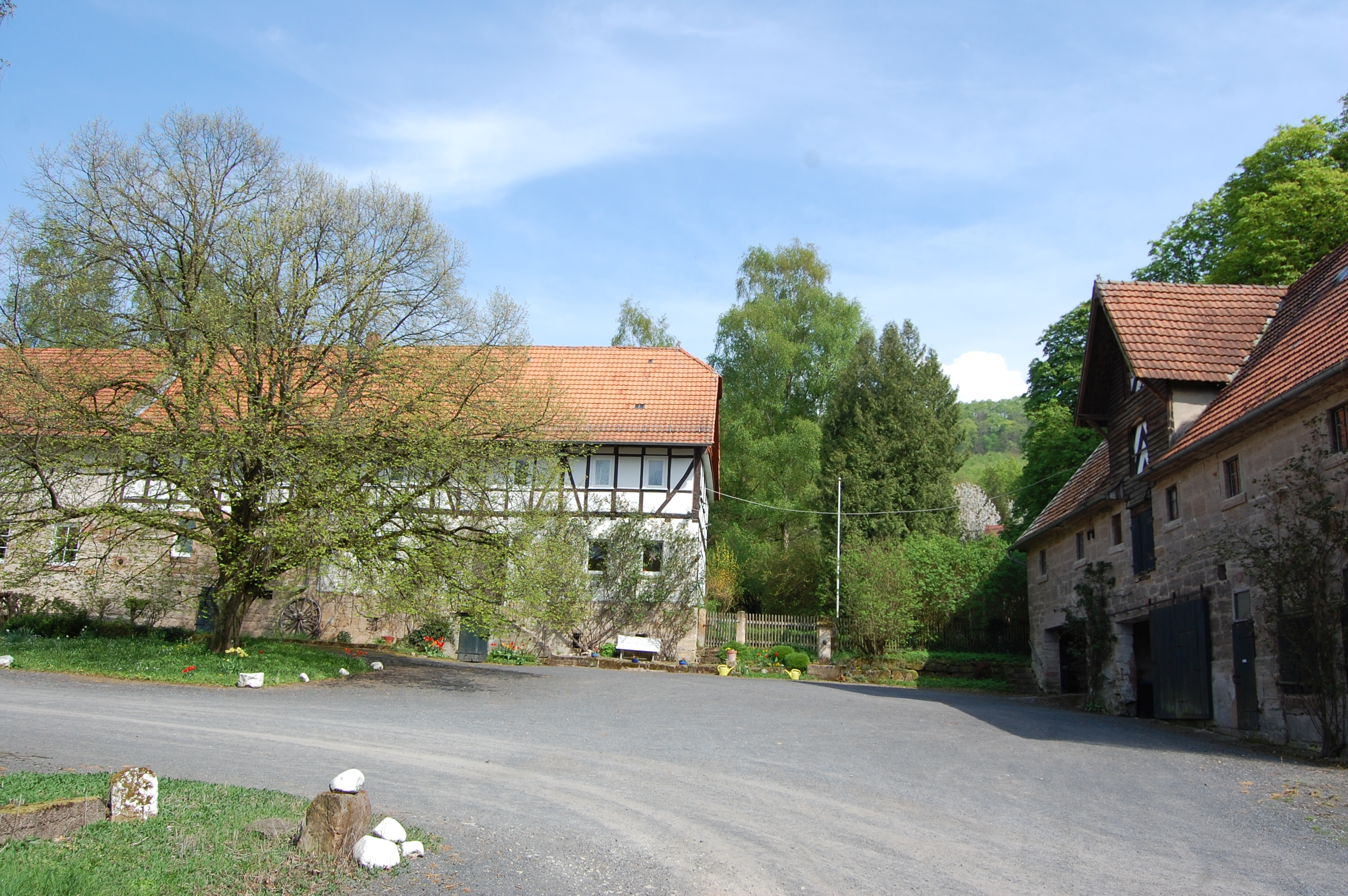
Gut Boyneburgk

Das Hofgut in Wichmannshausen mit dem Alten Boyneburger Schloss wurde 1803 hessische Staatsdomäne, aber das Vorwerk Datterpfeife blieb boyneburgischer Besitz. Die Familie lebte ab diesem Jahr auf dem Gut Boyneburgk, das seit Jahrhunderten als Hof Datterpfeife nur Verwalter- oder Pächterfamilien beherbergt hatte, baute sich dann aber schließlich etwa 150 m südlich der Wirtschaftsgebäude das Schloss Boyneburgk.